# Lucio di Savoia
Lucio di Savoia (XV secolo – Costantinopoli, 5 maggio 1470) è stato un mercedario che subì il martirio e che la Chiesa cattolica considera beato.

## Biografia
Appartenente alla famiglia Savoia, Lucio entrò giovanissimo nell'Ordine di Santa Maria della Mercede, nel convento di Carcassone in Francia.
Inviato in Africa con la missione di liberare i prigionieri cristiani fatti schiavi dai musulmani, fu catturato in mare dai corsari saraceni che lo portarono a Tunisi, dove gli inflissero terribili torture.
Portato poi in Egitto, dove rimase in prigionia per 16 anni, non rinnegò mai la fede cristiana. Per ordine del sultano Bayezid II venne decapitato a Costantinopoli il 5 maggio 1470.

## Culto
Lucio di Savoia viene festeggiato dall'Ordine mercedario il 5 maggio.